# 知財創造教育
- 知的財産 > 知的財産戦略本部 > 知財創造教育
- 教育 > 教育基本法 > 学習指導要領 > 知財創造教育

日本における知財創造教育（ちざいそうぞうきょういく）とは、知的財産を創造する能力や態度と、創造された知的財産を尊重する能力や態度を育成する教育である:2。ここで言う知的財産とは、発明、考案、植物の新品種、意匠、著作物その他の人間の創造的活動により生み出されるものをいう。

## 経緯
教育分野においては、昭和52年（1977年）に学校教育法施行規則および小学校学習指導要領が改訂され、「創造的能力の育成」が掲げられた。これは、従前の知識偏重教育から知・徳・体のバランスがとれた知育へのシフトを意図したものである:6。その後も学校教育法の関連法である教育基本法が複数回改正され、「創造性」を意識した文言が随所に盛り込まれるようになった。課題を自ら発見する能力や、知識・技能の習得、思考力・判断力・表現力などが具体的に謳われている。これは科学技術や経済の発展に伴い、社会から求められる人材像に変化が起こったためである。その結果、自ずと知財教育への需要も高まった:1–2。
また、知的財産行政分野においては平成14年（2002年）に知的財産基本法が交付され、第3条にて「創造力の豊かな人材の育成」が掲げられた。同法に基づき内閣総理大臣を本部長とする知的財産戦略本部が設立され、同本部は「知財推進計画 2016」を平成28年 (2016年) 5月9日に発表。日本の知財教育を推進していくにあたっての3つの方向性を示した:53。
1. “国民一人ひとりが知財人材”を目指した発達の段階に応じた系統的な教育の実施
2. 社会との関わりや知識の活用を視野に入れた創造性の発展のための仕掛け
3. 地域・社会との協働（産学官連携による支援体制構築）の実現

翌月の6月2日には「日本再興戦略2016－第4次産業革命に向けて－」が閣議決定され、第4次産業革命を見据えたチャレンジ精神あふれる知財人材の育成が施策として掲げられた。特にITの利活用が重点的に謳われており、初等中等教育でプログラミング教育を義務化するなどの具体的措置が提唱された:37。

## 知財創造教育の種類
知財創造教育には主として次のものがある。
1. 発明創造教育
発明・考案を創造する能力や態度と、創造された発明・考案を尊重する能力や態度を、育成する教育
2. デザイン創造教育
意匠、著作物（例：美術、音楽、建築、ソフトウェア）を創造する能力や態度と、創造された意匠、著作物（例：美術、音楽、建築、ソフトウェア）を尊重する能力や態度を、育成する教育
3. 知的財産権制度の知識教育
発明・考案、意匠、著作物、植物の新品種などの知的財産の法的保護の制度である知的財産権法（特許法、実用新案法、著作権法、意匠法、種苗法など）の概要と、それらの知的財産権法によって与えられる知的財産権（特許権、実用新案権、著作権、意匠権、育成者権）の概要と、それらの知的財産権の取得と権利行使のための手続きの概要を教える知識教育

## 知財創造教育の課題
1. 知財創造教育を実践できる教員を学校教育現場に増やしていくこと[10]
2. 児童・生徒がワクワクしながら学ぶことができる教材等を増やしていくこと[10]
3. 地域コンソーシアムの活動を、より地域に根差した地域主体のものとしていくこと[10]
4. 知財創造教育の効果を社会に示せるようにすること[10]
5. 創造性の涵養に一層注力するために、基礎学力習得の効率化[10]
6. 「異能」や「異才」を有する人材の活用[10]
7. 知財創造能力（発明創造能力、デザイン創造能力）の定量評価技術の開発と、その技術を用いた知財創造能力の検定試験の実施[11]

## 知財創造教育の政策と実施体制
知的財産基本法第24条に基づいて内閣に設置された知的財産戦略本部が知財創造教育の政策を実施している。また、「知財推進計画 2016」および「日本再興戦略2016」を具現化する組織体として「知財創造教育推進コンソーシアム」が設置された:53。同コンソーシアムは全国の小中高等学校及び高等専門学校に知財創造教育を普及させること、また学校内だけでなく地域社会や産学官間の連携・情報共有を目的としている。そして将来的に「地域コンソーシアム」の形で地域ごとに支援できる体制の検討も開始された:53。平成30年 (2018年) 時点で北海道、東北、関東、中部、近畿、中国、四国および九州の8地区で地域コンソーシアムが立ち上がっている。
2021年1月6日に、知財創造教育連絡協議会の第１回会合が開催され、全国の知財創造教育の関係者による情報共有が開始された。

## 関連文献
- “「知財創造教育」の内容” (PDF). 知財創造教育推進コンソーシアム推進委員会（第3回）説明資料.   内閣府 知的財産戦略推進事務局 (2019年2月20日). 2020年8月14日閲覧。
- “「知財創造教育」の取組状況について” (PDF).   内閣府 知的財産戦略推進事務局 (2020年2月17日). 2020年8月14日閲覧。
- “中等教育段階における知財創造教育の推進に資する教材に関する調査研究報告書　” (PDF).   一般社団法人 発明推進協会 (2019年3月). 2020年8月14日閲覧。
- 住田 孝之 (内閣府知的財産戦略推進事務局長　ＲＩＥＴＩ コンサルティング・フェロー) (2018年7月20日). “新しい社会と知財のビジョン　～「価値デザイン社会」を目指して～　” (PDF). 2020年8月14日閲覧。
- 上野翼 (知的財産コンサルティング室 副主任研究員) (2018年11月28日). “知財教育を考える（後編）　なぜ今、知財教育か？” (PDF).  三菱UFJリサーチ&コンサルティング. 2020年8月14日閲覧。

### 法令
- 教育基本法 - e-Gov法令検索
- 学校教育法施行規則 - e-Gov法令検索
- 知的財産基本法 - e-Gov法令検索

### 知財創造教育の関連団体等
- 日本知財学会
- 日本創造学会
- 日本教育学会